# Frumoasa zilei (film)
Frumoasa zilei  (în franceză: Belle de jour) este un film dramatic francez, din 1967, regizat de Luis Buñuel, cu Catherine Deneuve, Jean Sorel și Michel Piccoli în rolurile principale. Filmul este o ecranizare a romanului Belle de jour (1928) de Joseph Kessel, care a tematizat viața dublă din spatele fațadelor lumii burgheze.

## Acțiune
Privită în mod superficial, căsătoria medicului tânăr Pierre (Jean Sorel), cu soția lui fermecătoare  Séverine (Catherine Deneuve) este perfectă. Însă Séverine are dorințe sexuale pe care nu îndrăznește să le împărtășească soțului. Tânăra femeie care apare în societate ca o femeie distantă, are o taină pe care o bănuiește prietenul de familie, Husson (Michel Piccoli). El dă discret Séverinei adresa unui bordel din Paris. În stabilimentul condus de madame Anais (Geneviève Page), Séverine devine prostituată; ea se simte acum eliberată de „bunele maniere”. Spre ghinionul Séverinei, viața ei dublă se va complica: de ea se îndrăgostește un răufăcător și este descoperită în bordel de Husson, prietenul lor de familie. Aventura ei ia o întorsătură dramatică, soțul ajunge pentru un timp handicapat, fiind împușcat de răufăcătorul gelos, iar prietenul o amenință pe Séverine cu divulgarea secretului.

## Distribuție
- Catherine Deneuve – Séverine Serizy, alias Belle de Jour
- Jean Sorel – Pierre Serizy
- Michel Piccoli – Henri Husson
- Geneviève Page – Madame Anaïs
- Pierre Clémenti – Marcel
- Françoise Fabian – Charlotte
- Macha Méril – Renée
- Maria Latour – Mathilde
- Marguerite Muni – Pallas
- Francis Blanche – Monsieur Adolphe
- François Maistre – profesorul
- Georges Marchal – Duke
- Francisco Rabal – Hyppolite

## Premii
- Leul de Aur pentru cel mai bun film la Festivalul de Film de la Veneția (1967)